# Feckinghausen

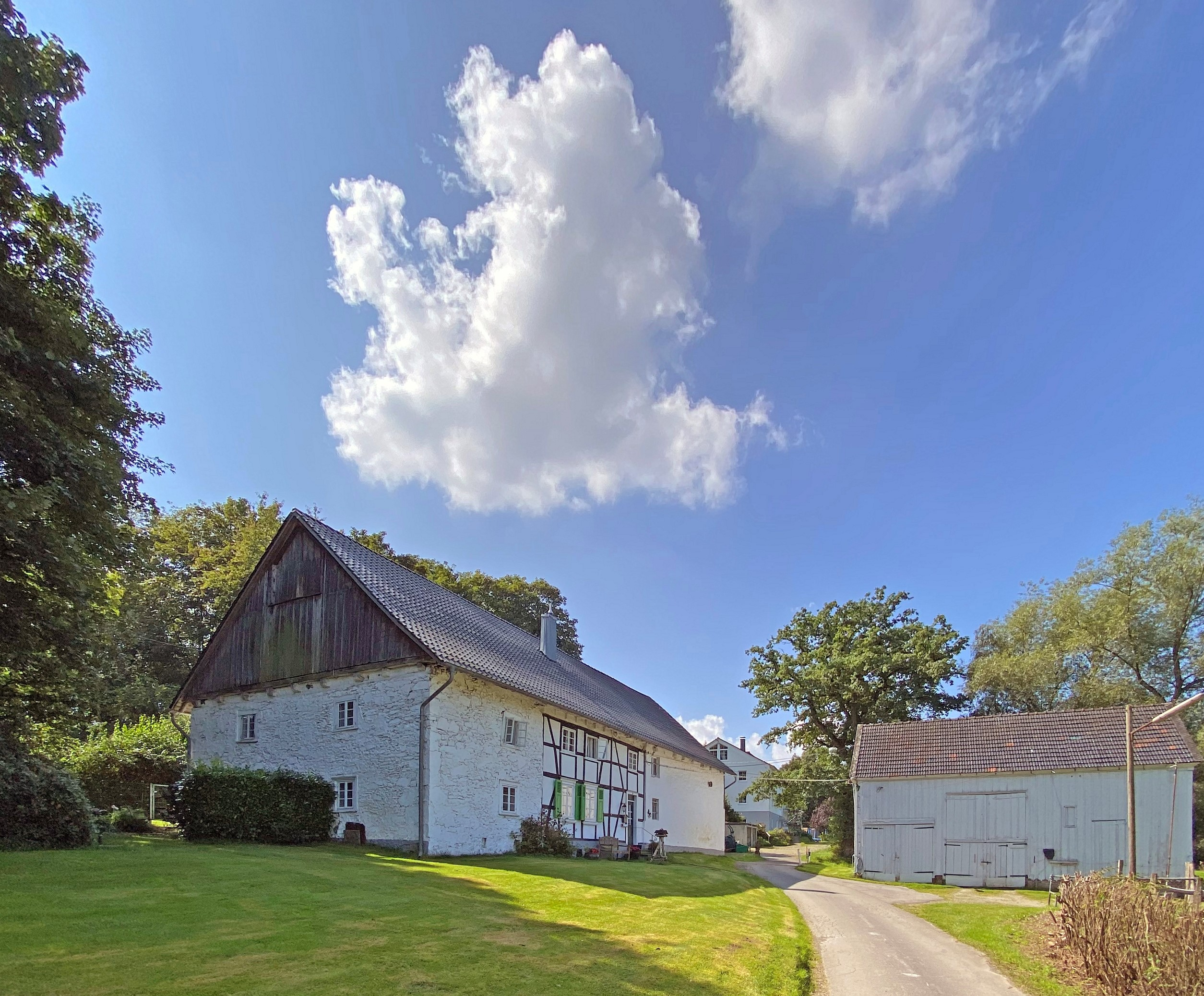
Baudenkmal Feckinghausen 8

Feckinghausen ist eine Ortschaft in Radevormwald im Oberbergischen Kreis im nordrhein-westfälischen Regierungsbezirk Köln in Deutschland.

## Lage und Beschreibung
Sie liegt im Norden des Stadtgebiets unmittelbar an der Grenze zu Breckerfeld. Die Nachbarorte heißen Obernhof, Lambeck, Lambecker Mühle, Wönkhausen, Vor der Heide, Filde, Filderheide, Husmecke, Niederklütingen, Oberklütingen und Schiffahrt (letztere drei zu Breckerfeld). 
Feckinghausen ist über eine Zufahrtsstraße zu erreichen, die in Freudenberg von der Bundesstraße 483 abzweigt und die auch Obernhof anbindet.
Den in zwei Siedlungsbereiche aufgeteilten Ort durchquert ein Quellbach des östlich verlaufenden Bachs Heilenbecke, der im Oberlauf auch Lambecke genannt wird. Ebenfalls östlich erhebt sich der Wiehenberg mit einer Höhe von 352,5 m ü. NHN.
Politisch wird der Ort durch den Direktkandidaten des Wahlbezirks 170 im Rat der Stadt Radevormwald vertreten.

## Geschichte
1315 wurde der Ort das erste Mal urkundlich erwähnt und zwar "Graf Adolf VI. von Berg erwirbt von Gottfried von Sayn unter anderem die Freigüter Groten und Lutteken Eckinchusen."
Schreibweise der Erstnennung: Groten u. Lutteken Eckinchusen